# 豊島ビル (名古屋市)
豊島ビル （とよしまビル） は、愛知県名古屋市中区錦にある超高層ビルである。

## 概要
名古屋の繊維問屋街として知られる長者町の一角の錦通に建設された超高層ビル。
大手繊維商社豊島の本社機能が入居するほか、中日本高速道路の本社機能の一部や関連会社中日本エクシス本社、タクト本社など企業の本社機能の入居も多い。
地下の飲食店街や2階にある植え込みに囲まれた正方形の中庭は普段から一般客が出入りし、地元の休憩スポットとして利用されている。
あいちトリエンナーレの際には「長者町パフォーマンス街」の一部として使用され、パフォーマンスが行われた。

## 参照
- 総合設計制度適用事例一覧 （注）許可時の申請内容  名古屋市（ウェブサイト）
- 「スキ」のある町、長者町。  大ナゴヤ大学（ウェブサイト）
- あいちトリエンナーレ2010プレイベント - Dance Cube -チャコット（ウェブサイト）
- 魂宮時／豊島ビル2f中庭 - VidoEmo - Emotional Video Unity
- 長者町探険隊（アーティスト石田達郎ワークショップ）レポート（ウェブサイト）